# مودلینگ
شهر مودلینگ (به آلمانی: Mödling) در استان نیدراسترایش (اتریش سفلی) با جمعیت ۲۰٬۶۴۹ نفر در کشور اتریش واقع شده‌است.